# Нейл Версфельд
Нейл Версфельд (англ. Neil Versfeld, 29 березня 1985) — південноафриканський плавець.
Учасник Олімпійських Ігор 2008 року.